# Liste des voies de Metz
Cette page présente la liste des voies de Metz classées par ordre alphabétique.
- Haut – A
- B
- C
- D
- E
- F
- G
- H
- I
- J
- K
- L
- M
- N
- O
- P
- Q
- R
- S
- T
- U
- V
- W
- X
- Y
- Z

## 0-9
- 14-Août-1870 (Square du)
- 151e-Régiment-d'Infanterie (Rue du)
- 16e-Chasseurs-à-Pied (Rue du)
- 18-Juin (Rue du)
- 19-Novembre (Rue du)
- Deux-Fontaines (Avenue des)
- Trois-Bans (Rue des)
- Trois-Rois (Rue des)
- Trente-Jours (Rue des)
- 30e-Dragons (Rue du)
- 6-Mai-1956 (Rue du)

- Haut – A
- B
- C
- D
- E
- F
- G
- H
- I
- J
- K
- L
- M
- N
- O
- P
- Q
- R
- S
- T
- U
- V
- W
- X
- Y
- Z

## A
- Haut – A
- B
- C
- D
- E
- F
- G
- H
- I
- J
- K
- L
- M
- N
- O
- P
- Q
- R
- S
- T
- U
- V
- W
- X
- Y
- Z

- A 314 (Autoroute)
- Abattoir (Rue de l')
- Abbaye (Rue de l')
- Abbé-Berard-Val (Rue)
- Abbé-Chaussier (Rue de l')
- Abbé-Faller (Rue de l')
- Abbé-François-Pierre (Rue de l')
- Abbé-Grégoire (Rue de l')
- Abbé-Risse (Rue de l')
- Abreuvoir (Rue de l')
- Acacias (Rue des)
- Adolphe-Bellevoye (Rue)
- Adolphe-Maillart (Rue)
- Aimé-de-Lemud (Rue)
- Albert-Bettannier (Rue)
- Albert-Marks (Rue)
- Alcan (Rue)
- Alexandre-Dumas (Rue)
- Alexandre-Monpeurt (Place)
- Alfred-Krieger (Rue)
- Alfred-Mézières (Rue)
- Alfred-de-Vigny (Rue)
- Alger (Rue d')
- Alisiers (Rue des)
- Allemands (Impasse des)
- Allemands (Porte des)
- Allemands (Rue des)
- Alliés (Rue des)
- Alouette (Rue, de l')
- Alpes (Rue des)
- Alsace (Boulevard d')
- Amable Tastu (Rue)
- Amalaire (Rue)
- Amandiers (Rue des)
- Ambroise-Paré (Rue)
- Ambroise-Thomas (Rue)
- Amiral-Guepratte (Rue)
- Amiral-Hallez (Rue)
- Amiral-Varney (Rue)
- Amphithéâtre (Avenue de l')
- Anatole-France (Rue)
- Anciens-Combattants-d'Afrique-du-Nord (Rue)
- Ancillon (Rue)
- Ancolie (Rue de l')
- André-Maginot (Boulevard)
- André-Malraux (Avenue)
- André-Marie-Ampère (Rue)
- André-Theuriet (Rue)
- Androuin-Roucel (Rue)
- Anémones (Rue des)
- Angéliques (Rue des)
- Anjou (Rue d')
- Anne-Eugénie-Milleret (Rue)
- Anne-de-Méjanes (Rue)
- Anne-Marie-Steckler (Rue)
- Annecy (Rue d')
- Antoine (Rue)
- Antoine-Louis (Rue)
- Ardant-du-Picq (Rue)
- Ardèche (Rue de l')
- Arènes (Impasse aux)
- Arènes (Rue aux)
- Argonne (Rue de l')
- Armes (Place d')
- Armoisières (Rue des)
- Arros (Place d')
- Ars-Laquenexy (Route d')
- Arsenal (Rue de l')
- Arsenal-I
- Arsène-Vigeant (Place)
- Artilleur-de-Metz (Allée de l')
- Artois (Rue d')
- Asfeld (Rue d')
- Aubépine (Rue de l')
- Aubin-Jaune (Rue de l')
- Auguste-Dornes (Rue)
- Auguste-Prost (Rue)
- Auguste-Rolland (Rue)
- Auguste-Stourm (Rue)
- Augustin-Fresnel (Rue)
- Augustins (Rue des)
- Aulnes (Rue des)
- Auricoste-de-Lazarque (Rue)
- Ausone (Rue)
- Austrasie (Rue d')
- Auvergne (Rue, d')
- Aux Rouot

## B
- Haut – A
- B
- C
- D
- E
- F
- G
- H
- I
- J
- K
- L
- M
- N
- O
- P
- Q
- R
- S
- T
- U
- V
- W
- X
- Y
- Z

- Bagatelle (Rue de)
- Baltus (Rue)
- Bamberger (Rue)
- Ban-Saint-Pierre
- Barbe-de-Marbois (Rue)
- Baron-Dufour (Rue du)
- Baron-Henrion (Rue)
- Baronete (Impasse de la)
- Baronete (Rue de la)
- Barral (Rue)
- Basse-Seille (Rue de la)
- Bastion-Saint-Vincent (Place du)
- Baudoche (Rue)
- Baue (Rue de la)
- Béarn (Rue du)
- Beaujolais (Rue du)
- Beausoleil (Rue)
- Becoeur (Rue)
- Begin (Rue)
- Bel-Air (Rue)
- Belchamps (Rue de)
- Belle-Isle (Impasse)
- Belle-Isle (Rue)
- Bellecroix (Fort)
- Bellecroix (Terrasse)
- Belletanche (Rue de)
- Bénedictins (Rue des)
- Bentayoux (Rue)
- Bergery (Rue)
- Berlin (Rue)
- Berne (Rue de)
- Berouard
- Berouard (Rue)
- Berry (Rue du)
- Bibliothèque (Place de la)
- Blanche-Borne (Rue de la)
- Blé (Rue au)
- Bleuets (Rue des)
- Blida (Avenue de)
- Bois (Rue au)
- Bois-de-la-Dame (Rue du)
- Bois-la-Macabée (Rue du)
- Bon-Coin-Val (Impasse du)
- Bon-Pasteur (Rue du)
- Bonirvaux
- Borny (Route de)
- Bosquets (Allée des)
- Bossuet (Rue)
- Boucherie-Saint-Georges (Rue)
- Bouchotte (Place)
- Bouillon
- Boulonnais (Rue du)
- Bourbonnais (Rue du)
- Bourdon (Rue du)
- Bourgogne (Rue de)
- Bournon (Rue des)
- Bouteiller (Rue de)
- Bouton d'Or (Rue du)
- Bouzonville (Route de)
- Brabant (Rue, du)
- Bras-de-la-Moselle
- Brondex (Rue de)
- Brunehaut (Rue)
- Bry (Enceinte)
- Bugey (Rue du)
- Butte (Chemin de la)
- Butte (Sentier de la)

## C
- Haut – A
- B
- C
- D
- E
- F
- G
- H
- I
- J
- K
- L
- M
- N
- O
- P
- Q
- R
- S
- T
- U
- V
- W
- X
- Y
- Z

- Cambout (Rue du)
- Cambrésis (Rue du)
- Camélias (Rue des)
- Camoufle (Square)
- Campanules (Rue des)
- Canal (Port du)
- Canrobert (Rue)
- Capitaine-Claude (Rue du)
- Capitaine-Frédéric-Allmacher (Place du)
- Capucins (Rue des)
- Carrières (Rue des)
- Caserne (Rue de la)
- Castelnau (Rue de)
- Castors (Impasse des)
- Castors (Rue des)
- Cathédrale (Place de la)
- Cèdres (Rue des)
- Célestine Michel (Rue)
- Cerisière (Rue de la)
- Chabert (Rue)
- Chabosse (Rue de la)
- Chabot-Didon (Rue)
- Chambière (Rue)
- Chambre (Place de)
- Champagne (Rue de)
- Champé (Rue du)
- Change (Rue du)
- Chanoine-Collin (Rue du)
- Chanoine-Lesprand (Rue du)
- Chanoine-Morhain (Rue du)
- Chanoine-Pierre (Rue du)
- Chanoine-Ritz (Place du)
- Chapelle (Rue de la)
- Chapelotte (Sentier, de la)
- Chaplerue (Impasse)
- Chapson
- Chardon-Bleu (Rue, du)
- Charlemagne (Rue)
- Charles-Abel (Rue)
- Charles-Cuny (Rue)
- Charles-François-Grandin (Rue)
- Charles-Nauroy (Rue)
- Charles-Péguy (Rue)
- Charles-Pêtre (Rue)
- Charles-Richet (Rue)
- Charles-Sadoul (Rue)
- Charles-Woirhaye (Rue)
- Charles-et-Louis-Jacquard (Rue)
- Charles-Le-Payen (Rue)
- Charlotte-Joussé (Impasse)
- Charlotte-Joussé (Rue)
- Charmine (Impasse de la)
- Charmine (Rue de la)
- Charpentiers (Rue des)
- Charrière (Rue de la)
- Charrons (Place des)
- Château (Ruelle du)
- Châtillon (Rue)
- Chaufourniers (Rue des)
- Chaveau (Rue du)
- Chelaincourt (Impasse de)
- Cheneau (Rue de la)
- Chevaux (Fosse aux)
- Chevillon-Bois (Rue)
- Chèvre (Rue de la)
- Chèvremont (Rue)
- Christian-Pfister (Rue)
- Citadelle
- Citadelle (Rue de la)
- Claude-Bernard (Rue)
- Claude-Chappe (Rue)
- Clématites (Rue des)
- Clercs (Rue des)
- Clerisseau (Rue)
- Clermont-Ferrand (Rue de)
- Clotilde-Aubertin (Rue)
- Cloutiers (Rue des)
- Clovis (Rue)
- Coëtlosquet (Rue du)
- Coffe-Millet (Rue du)
- Coislin (Place)
- Coislin (Rue)
- Coity
- Colini-de-Villeneuve (Rue)
- Collerette (Rue, de la)
- Colline (Chemin de la)
- Colombey (Rue de)
- Comédie (Place de la)
- Commandant-Brasseur (Rue du)
- Commanderie (Rue de la)
- Compagnons (Rue des)
- Comte-Emmery (Rue du)
- Conifères (Rue des)
- Coquelicots (Rue des)
- Corchade (Rue de la)
- Cormontaigne (Place)
- Corps-Expéditionnaire-Français (Rue du)
- Corrèze (Rue de la)
- Corvée (Chemin de la)
- Corvée-aux-Ormes (Rue de la)
- Cottage (Rue du)
- Coupillon (Rue du)
- Cour-aux-Puits (Impasse)
- Courcelles (Rue de)
- Courtes-Pâtures (Impasse des)
- Couteliers (Rue des)
- Coutié (Rue)
- Couvent (Fosse du)
- Couvrepuit (Rue)
- Crampa (Rue au)
- Croix (Rue de la)
- Croix-de-Lorraine (Rue de la)
- Cugne (Enceinte)
- Custine (Rue de)
- Cuvion (Rue du)
- Cyclamens (Rue des)

## D
- Haut – A
- B
- C
- D
- E
- F
- G
- H
- I
- J
- K
- L
- M
- N
- O
- P
- Q
- R
- S
- T
- U
- V
- W
- X
- Y
- Z

- Daga (Rue)
- Dagobert (Rue)
- Dahlias (Rue des)
- Dales (Rue)
- Dame-Genette (Rue)
- Dames-de-Metz (Rue des)
- Darse (Rue, de la)
- Daubrée (Rue)
- Dauphiné (Rue du)
- David-Dietz (Rue)
- Défense (Boulevard de la)
- Delesse (Rue)
- Demange (Enceinte)
- Dembour (Rue)
- Denain (Rue de)
- Déportés (Rue des)
- Derrière Berouard
- Derrière Chien
- Derrière la Quawatte
- Derrière le Bois Leussiott
- Deux-Cimetières (Rue des)
- Devant la Haute Bevoy
- Devant la Porte Mazelle
- Devant la Porte de France
- Devant la Porte des Allema
- Devilly (Rue)
- Dinandiers (Rue des)
- Docteur-Grellois (Rue du)
- Docteur-Lallemand (Rue du)
- Docteur-Schweitzer (Rue du)
- Doliche (Rue de la)
- Dom-Calmet (Rue)
- Dombes (Rue des)
- Dominique-Barbier (Rue)
- Dominique-François-Arago (Boulevard)
- Dominique-Macherez (Rue)
- Dornes (Square)
- Drapier (Champ)
- Drapiers (Rue des)
- Dreyfus-Dupont (Rue)
- Drogon (Rue)
- Duployé (Rue)
- Dupont-des-Loges (Rue)
- Dupré-de-Geneste (Rue)
- Durutte (Place)

## E
- Haut – A
- B
- C
- D
- E
- F
- G
- H
- I
- J
- K
- L
- M
- N
- O
- P
- Q
- R
- S
- T
- U
- V
- W
- X
- Y
- Z

- École du Centre
- Écoles (Rue des)
- Écrevisse (Rue de l')
- Edgar-Reyle (Rue)
- Edmond-Goudchaux (Rue)
- Édouard-Belin (Rue)
- Édouard-Branly (Place)
- Églantiers (Rue des)
- Élie-Fleur (Cour)
- Élodées (Rue des)
- Émile-Boilvin (Rue)
- Émile-Faivre (Rue)
- Émile-Gentil (Rue)
- Émile-Michel (Rue)
- Émile-Moitrier (Rue)
- Émile-Obellianne (Rue)
- Émile-Roux (Rue)
- En Bonne Ruelle
- En Chandellerue
- En Chaplerue
- En Fausse Ruelle
- En Fournirue
- En Froide Ruelle
- En Jurue
- En Nexirue
- En Nicolairue (Rue)
- Enfer (Rue d')
- Engagés-Volontaires (Rue des)
- Épaisse-Muraille (Rue de l')
- Erckmann-Chatrian (Rue)
- Ernest-Bastien (Rue)
- Ernest-Maurice Mungenast (Rue)
- Esplanade (Promenade de l')
- Estrées (Rue d')
- Étang (Allée de l')
- Étienne-Gantrel (Rue)
- Eugène-Décisy (Rue)
- Eugène-Jacquot (Rue)
- Eugène-Rolland (Place)
- Eugène-Schneider (Rue)
- Europe (Boulevard de l')

## F
- Haut – A
- B
- C
- D
- E
- F
- G
- H
- I
- J
- K
- L
- M
- N
- O
- P
- Q
- R
- S
- T
- U
- V
- W
- X
- Y
- Z

- Fabert (Rue)
- Faisan (Rue du)
- Falogne (Rue de la)
- Faubourg (Rue du)
- Faulquenel (Rue)
- Faultrier (Rue de)
- Faurnel (Rue)
- Favade (Impasse de la)
- Feivres (Rue des)
- Félix-Maréchal (Quai)
- Félix-Savart (Rue)
- Fer (Chemin de)
- Ferblantiers (Rue des)
- Ferme (Allée de la)
- Ferré (Rue du)
- Fleurette (Square)
- Fleurus (Rue de)
- Foch (Avenue)
- Foès (Rue)
- Folie (Rue de la)
- Fontaine (Rue de la)
- Fontaine-Budin (Place de la)
- Fontenotte (Rue, de la)
- Forêt (Allée de la)
- Forgerons (Rue des)
- Fort-Queuleu (Rue du)
- Fort-des-Bordes (Rue du)
- Fougères (Rue des)
- Four-du-Cloître (Rue du)
- Fours-à-Chaux (Rue des)
- Fraises (Rue des)
- Framboises (Rue des)
- France (Place de)
- Franche-Comté (Rue de la)
- François-Mitterrand (Avenue)
- François de Curel (Rue)
- François-de-Guise (Rue)
- Francs (Rue des)
- Fratin (Rue)
- Frédéric-Mistral (Rue)
- Frênes (Rue des)
- Frère-Arnould (Rue du)
- Frères-Fournel (Rue des)
- Frères-Goncourt (Rue, des)
- Frères-Lacretelle (Rue des)
- Frères-Monard (Rue des)
- Frères-Prillot (Rue des)
- Friant (Rue)
- Frières (Rue des)
- Front-Saint-Vincent (Allée, du)

## G
- Haut – A
- B
- C
- D
- E
- F
- G
- H
- I
- J
- K
- L
- M
- N
- O
- P
- Q
- R
- S
- T
- U
- V
- W
- X
- Y
- Z

- Gabriel-Hocquard (Place)
- Gabriel-Pierné (Rue)
- Gagnon (Rue, du)
- Gambetta (Rue)
- Gard (Rue du)
- Garde (Rue de la)
- Gardeur Lebrun (Rue)
- Gascogne (Rue, de)
- Gaston-Ramon (Rue)
- Gaston-Zeller (Rue)
- Gaudrée (Rue)
- Gaume (Rue, de)
- Gendarmerie (Rue de la)
- Général-Berthelemy (Rue du)
- Général-Dalstein (Rue du)
- Général-Decaen (Rue)
- Général-Delestraint (Rue du)
- Général-Ferrie (Rue du)
- Général-Fournier (Rue du)
- Général-Frère (Rue du)
- Général-Gaston-Dupuis (Rue du)
- Général-Lapasset (Rue du)
- General-Lardemelle (Rue du)
- Général-Leclerc-de-Hauteclocque (Avenue du)
- Général-Metman (Rue du)
- Général-Morlot (Rue du)
- Général-Patton (Rue du)
- Général-Semellé (Rue du)
- Général-Walker (Rue du)
- Général-de-Cugnac (Rue du)
- Général-de-Gaulle (Place du)
- Genévriers (Rue des)
- Génie (Rue du)
- Genivaux Val (Rue de)
- Gentianes (Rue des)
- Georges-Aimé (Rue)
- Georges-Bernanos (Rue)
- Georges-Clemenceau (Boulevard)
- Georges-Ducrocq (Rue)
- Georges-Lenôtre (Allée)
- Georges-Lenôtre (Rue)
- Georges-Robinson (Rue)
- Georges-Weill (Rue)
- Georges-de-La-Tour (Rue)
- Géraniums (Rue des)
- Gers (Rue du)
- Gisors (Rue)
- Glacière (Rue de la)
- Glatigny (Rue)
- Godron (Rue)
- Goethe (Rue)
- Goullon (Rue le)
- Goulotte (Rue de la)
- Gournay (Rue de)
- Goussaud (Rue)
- Goussel-François (Rue)
- Gouvy (Rue)
- Graham-Bell (Rue)
- Grand-Cerf (Rue du)
- Grand-Conseil (Rue, du)
- Grand-Wad (Rue du)
- Grande-Armée (Rue de la)
- Grande-Chavotte (Rue de la)
- Grande-Côte
- Grange-aux-Bois (Rue de la)
- Grange-aux-Dames (Rue)
- Graouilly (Rue du)
- Grégoire-de-Tours (Rue)
- Greve (Rue de la)
- Grigy (Rue de)
- Grosdidier-de-Matons (Rue)
- Grouyelle (Rue de la)
- Guillebert de Metz (Rue)
- Gustave-Kahn (Square)
- Guyenne (Boulevard de)

## H
- Haut – A
- B
- C
- D
- E
- F
- G
- H
- I
- J
- K
- L
- M
- N
- O
- P
- Q
- R
- S
- T
- U
- V
- W
- X
- Y
- Z

- H Dunant (Rue)
- Hache (Rue de la)
- Hainaut (Rue du)
- Hannaux (Rue)
- Hannoncelles (Rue d')
- Harelle (Rue)
- Haut-Noyer (Rue du)
- Haut de Berouard
- Haut de Guenot
- Haut-de-Rove (Rue du)
- Haut des Vignes (Chemin du)
- Haut-Poirier (Rue du)
- Haut-de-Sainte-Croix (Rue du)
- Haute-Bevoye (Rue de la)
- Haute-Pierre (Rue)
- Haute-Rive (Rue de)
- Haute-Seille (Rue)
- Hauts-Peupliers (Impasse des)
- Hauts-Peupliers (Rue des)
- Haye (Rue de la)
- Henri-Becquerel (Rue)
- Henri-Bergson (Rue)
- Henri-Frécot (Place)
- Henri-II (Avenue)
- Henry-Maret (Rue)
- Henry-de-Ranconval (Rue)
- Hérault (Rue de l')
- Herpin (Rue)
- Hinzelin (Rue)
- Hisette (Rue)
- Holandre-Piquemal (Rue)
- Honoré-de-Balzac (Place)
- Horgne (Rue de la)
- Houblonnière (Rue de la)
- Houx (Rue, du)
- Huilliers (Rue des)
- Humbepaire (Impasse d')

## I
- Haut – A
- B
- C
- D
- E
- F
- G
- H
- I
- J
- K
- L
- M
- N
- O
- P
- Q
- R
- S
- T
- U
- V
- W
- X
- Y
- Z

- Île Chambiere (Île)
- Incarcères-d'Ehr (Rue des)
- Intendants-Joseph-et-Ernest-Joba (Rue des)

## J
- Haut – A
- B
- C
- D
- E
- F
- G
- H
- I
- J
- K
- L
- M
- N
- O
- P
- Q
- R
- S
- T
- U
- V
- W
- X
- Y
- Z

- Jacinthes (Rue des)
- Jacques-Swebach (Impasse)
- Jacques-François-Blondel (Rue)
- Jardiniers (Rue des)
- Jardins (Rue des)
- Jaud (Rue du)
- Jean-Adolphe-Lasaulce (Rue)
- Jean-Antoine-Chaptal (Rue)
- Jean-Aubrion (Rue)
- Jean-Baptiste-Biot (Place)
- Jean-Baptiste-Leprince (Rue)
- Jean-Bauchez (Rue)
- Jean-Burger (Allée)
- Jean-Charles-Chenu (Rue)
- Jean-Jaurès (Place)
- Jean-Julien-Barbe (Rue)
- Jean-Moulin (Place)
- Jean-Nicolas-Collignon (Rue)
- Jean-Paul-II (Place)
- Jean-Pierre-Buchoz (Rue)
- Jean-Pierre-Jean (Rue)
- Jean-Pierre-Jean (Square)
- Jean-Spinga (Place)
- Jean-Victor-Colchen (Rue)
- Jean-XXIII (Avenue)
- Jean-d'Apremont (Impasse)
- Jean-d'Apremont (Rue)
- Jeanne-Arnould-Plessy (Rue)
- Jeanne-Jugan (Rue)
- Jeanne-d'Arc (Place)
- Joffre (Avenue)
- Joncs (Rue des)
- Joseph-Cugnot (Rue)
- Joseph-Hénot (Rue)
- Joséphine-Caye (Rue)
- Juge-Pierre-Michel (Rue du)
- Jules-Crevaux (Rue)
- Jules-Lagneau (Rue)
- Jules-Michelet (Rue)
- Julien-François Jeannel (Rue)
- Jura (Rue du)

## K
- Haut – A
- B
- C
- D
- E
- F
- G
- H
- I
- J
- K
- L
- M
- N
- O
- P
- Q
- R
- S
- T
- U
- V
- W
- X
- Y
- Z

- Kellermann (Rue)

## L
- Haut – A
- B
- C
- D
- E
- F
- G
- H
- I
- J
- K
- L
- M
- N
- O
- P
- Q
- R
- S
- T
- U
- V
- W
- X
- Y
- Z

- La Chaude Ruelle
- La Chienlotte
- La Fontaine du Soher
- La Goulotte
- La Lessive
- La Louviere
- La Mache
- La Mauvaise Corvee
- La Moselle
- La Porcherie
- La Quawatte
- La Seille
- Ladoucette (Rue)
- Lafayette (Rue)
- Lamartine (Rue)
- Lamoricière (Rue)
- Lancieu (Rue du)
- Lançon (Rue)
- Languedoc (Rue du)
- Lanterniers (Rue des)
- Lasalle (Rue)
- Lattre-de-Tassigny (Avenue de)
- Laurent-Charles-Maréchal (Rue)
- Laurent-de-Chazelles (Impasse)
- Lauriers (Rue des)
- Laveran (Rue)
- Lavoir (Fosse du)
- Lavoir (Rue du)
- Le Crucifix
- Le Joindre (Rue)
- Le Pré des Bordes
- Le Ru au Bois
- Le Sa
- Légion-Étrangère (Rue de la)
- Léon-Maujean (Rue)
- Léon-Simon (Rue)
- Léon-Zéliqzon (Rue)
- Les Allies
- Les Bordes
- Les Bosses
- Les Îles
- Les Îlotes
- Les Jardins Saint-Pierre
- Les Treches
- Leussiotte (Bois)
- Leussiotte (Rue)
- Libération (Rue de la)
- Liedot (Rue)
- Lierre (Rue du)
- Limousin (Rue du)
- Linières (Impasse de)
- Liserons (Rue des)
- Loges (Rue des)
- Loiseau-de-Persuis (Rue)
- Longues-Raies (Rue des)
- Lorédan-Larchey (Rue)
- Lorient (Rue de)
- Lorraine (Rue de)
- Lorraine-Sportive (Rue de la)
- Lorry (Route de)
- Lothaire (Rue)
- Louis-Bertrand (Rue)
- Louis-Daville (Rue)
- Louis-Forest (Rue)
- Louis-Ganne (Rue)
- Louis-Godard (Rue)
- Louis-Hestaux (Rue)
- Louis-Madelin (Rue)
- Louis-Rossel (Rue)
- Louis-de-Lescure (Rue)
- Louis-le-Débonnaire (Avenue)
- Lucien-Quarante (Rue)
- Lupins (Rue des)
- Lyon (Avenue de)
- Lys (Rue des)

## M
- Haut – A
- B
- C
- D
- E
- F
- G
- H
- I
- J
- K
- L
- M
- N
- O
- P
- Q
- R
- S
- T
- U
- V
- W
- X
- Y
- Z

- Mabille (Rue)
- Madame-de-Staël (Rue)
- Madeleine-Otth-Lazard (Rue)
- Magasin-aux-Vivres (Rue du)
- Maine (Rue du)
- Maître-Échevin (Rue du)
- Malardot (Rue)
- Malgré-Nous (Rue des)
- Mangin (Rue)
- Manufacture (Rue de la)
- Marc-Chagall (Rue)
- Marchandises (Gare aux)
- Marchant (Rue)
- Marché-Auguste-Foselle (Place du)
- Marconi (Rue)
- Maréchal-Juin (Rue du)
- Maréchal-Niel (Rue du)
- Marguerite-Puhl-Demange (Rue)
- Marguerite-Rutan (Rue)
- Marhotte (Champs)
- Marie-Marvingt (Rue)
- Marie-Sautet (Rue)
- Marie-Anne-de-Bovet (Rue)
- Marne (Rue de la)
- Marquis-Fontaine (Chemin de)
- Marronniers (Rue des)
- Martin-Champ (Rue)
- Maurice-Barlier (Rue)
- Maurice-Barrès (Rue)
- Maurice-Bompard (Rue)
- Maurice-Poinsignon (Rue)
- Mazarin (Rue)
- Mazelle (Place)
- Mazelle (Rue)
- Mélèzes (Rue des)
- Melque-Lecomte (Rue)
- Menandie (Rue de la)
- Mercy (Rue de)
- Meric (Rue de)
- Mesoyers (Rue des)
- Messageries (Rue des)
- Metz (Route de)
- Mexico (Rue)
- Michel-Praillon (Square)
- Migette (Rue)
- Minimes (Rue des)
- Mirabelles (Rue des)
- Mirvaux (Champ)
- Monnaie (Rue de la)
- Monseigneur-Heintz (Rue)
- Monseigneur-Pelt (Rue)
- Monsù-Desiderio (Rue)
- Mont (Champs du)
- Montauban (Rue de)
- Montplaisir (Rue)
- Moselle (Fort)
- Mouée (Rue de la)
- Moulin (Rue du)
- Moyen-Pont (Rue du)
- Moyne (Rue le)
- Mozart (Rue)
- Muguet (Impasse du)
- Murs (Rue des)

## N
- Haut – A
- B
- C
- D
- E
- F
- G
- H
- I
- J
- K
- L
- M
- N
- O
- P
- Q
- R
- S
- T
- U
- V
- W
- X
- Y
- Z

- Nancy (Avenue de)
- Napoléon-Gobert (Rue)
- Nelson-Mandela (Place)
- Nénuphars (Rue des)
- Neufbourg (Rue du)
- Ney (Avenue)
- Nicolas-Abe (Impasse)
- Nicolas-François-Gillet (Rue)
- Nicolas-Jung (Rue)
- Nicolas-Mangenot (Rue)
- Nicolas-Remiat (Rue)
- Nicolas-Tabouillot (Square)
- Nicolas-Untersteller (Rue)
- Nicole-Louve (Rue)
- Nid-de-Sogne (Rue du)
- Niré (Rue du)
- Nivernais (Rue du)
- Nochain
- Nonnetiers (Rue des)
- Nord (Rue du)
- Normandie (Rue de)
- Notre-Dame-de-Lourdes (Rue)

## O
- Haut – A
- B
- C
- D
- E
- F
- G
- H
- I
- J
- K
- L
- M
- N
- O
- P
- Q
- R
- S
- T
- U
- V
- W
- X
- Y
- Z

- Œillets (Rue des)
- Oies (Champs aux)
- Orne (Impasse de l')
- Ossons (Rue aux)
- Ours (Rue aux)

## P
- Haut – A
- B
- C
- D
- E
- F
- G
- H
- I
- J
- K
- L
- M
- N
- O
- P
- Q
- R
- S
- T
- U
- V
- W
- X
- Y
- Z

- Paille Maille (Square)
- Paix (Rue de la)
- Paixhans (Boulevard)
- Palais (Rue du)
- Palatinat (Rue, du)
- Pange (Rue de)
- Paradis (Rue du)
- Paraiges (Place des)
- Paris (Rue de)
- Parmentiers (Rue des)
- Pas-du-Loup (Rue du)
- Passotte (Rue de la)
- Pasteur (Rue)
- Patrotte (Rue de la)
- Patural (Rue du)
- Pâtural Barbet (Rue du)
- Paul-Bezanson (Rue)
- Paul-Chevreux (Rue)
- Paul-Claudel (Rue)
- Paul-Dassenoy (Rue)
- Paul-Diacre (Rue)
- Paul-Durand (Rue)
- Paul-Ferry (Rue)
- Paul-Langevin (Rue)
- Paul-Michaux (Rue)
- Paul-Niclausse (Rue)
- Paul-Tornow (Rue)
- Paul-Valéry (Rue)
- Paul-Vautrin (Quai)
- Paul-Wiltzer (Quai)
- Paul-Joseph-Schmitt (Rue)
- Pavillon Champ (Rue)
- Peaux (Champs aux)
- Peltre (Rue de)
- Pensées (Rue des)
- Pépinières (Rue des)
- Père-Bach (Rue du)
- Père-Potot (Rue du)
- Père-Scheil (Rue du)
- Périgot (Rue)
- Périgueux (Rue de)
- Petit-Champé (Rue du)
- Petit-Clou (Rue du)
- Petit-Pré (Rue du)
- Petit-Paris (Rue du)
- Petite-Boucherie (Rue de la)
- Petite-Broche (Chemin de la)
- Petite-Côte (Rue de la)
- Petite Fontaine
- Petite-Île (Chemin de la)
- Petite-Vœvre (Rue de la)
- Petites-Sœurs (Rue des)
- Philippe-de-Vigneulles (Place)
- Picardie (Rue de)
- Pierre-Boileau (Rue)
- Pierre-Chedeaux (Rue)
- Pierre-Deny (Rue)
- Pierre-Hardie (Rue)
- Pierre-Loti (Rue)
- Pierre-Maurice-Masson (Rue)
- Pierre-Mendès-France (Rue)
- Pierre-Morlanne (Rue)
- Pierre-Mouzin (Rue)
- Pierre-Perrat (Rue)
- Pierre-Simon-de-Laplace (Rue)
- Pierre-et-Marie-Curie (Rue)
- Pigeonnier (Rue du)
- Pilâtre-de-Rozier (Rue)
- Pins (Rue des)
- Pioche (Rue)
- Piques (Rue des)
- Piscine (Rue de la)
- Pivoines (Rue des)
- Plaine (Rue de la)
- Plantes (Rue des)
- Plantières (Avenue de)
- Plantieres (Passage de)
- Plappeville (Route de)
- Plateau (Rue du)
- Poincare (Boulevard)
- Poirier Marte
- Poitiers (Rue de)
- Poncelet (Rue)
- Pont-à-Seille (Place du)
- Pont-Moreau (Rue du)
- Pont-Rouge (Rue du)
- Pont-Sailly (Rue du)
- Pont-Saint-Marcel (Rue du)
- Pont-de-la-Grève (Rue du)
- Pont-des-Morts (Rue du)
- Pont-des-Roches (Rue du)
- Pont-à-Mousson (Rue de)
- Pontiffroy (Boulevard du)
- Pontiffroy (Place du)
- Pontiffroy (Square du)
- Portions (Rue des)
- Potiers d'Étain (Rue des)
- Pouilly (Rue de)
- Poulue (Rue de la)
- Pouponnière (Rue de la)
- Pré-Carré (Allée du)
- Pré-Chaudron (Rue du)
- Pré-Frégoulle (Rue du)
- Pré-Gonde (Place du)
- Pré-Gonde (Rue du)
- Préfecture (Place de la)
- Prefecture (Pont de la)
- Preles (Rue des)
- Prémontrés (Rue des)
- Prés (Rue des)
- Prés sur Seille
- Prés des Baraquements Chal
- Prés du Pce du Saulcy
- Président-J.-F.-Kennedy (Avenue du)
- Président-Roosevelt (Rue du)
- Princerie (Rue de la)
- Professeur-Jeandelize (Rue du)
- Professeur-Leriche (Rue du)
- Professeur-Oberling (Rue du)
- Provence (Boulevard de)
- Puymaigre (Rue du)

## Q
- Haut – A
- B
- C
- D
- E
- F
- G
- H
- I
- J
- K
- L
- M
- N
- O
- P
- Q
- R
- S
- T
- U
- V
- W
- X
- Y
- Z

- Quarteau (Place du)
- Queuleu (Rue de)

## R
- Haut – A
- B
- C
- D
- E
- F
- G
- H
- I
- J
- K
- L
- M
- N
- O
- P
- Q
- R
- S
- T
- U
- V
- W
- X
- Y
- Z

- Rabbin-Élie-Bloch (Rue du)
- Rabelais (Rue)
- Rabelais (Rue)
- Raigecourt (Rue de)
- Raphaël-Lévy (Rue)
- Raymond-Mondon (Place)
- Rechados (Rue des)
- Récollets (Rue des)
- Régates (Quai des)
- Relaumont (Chemin de)
- Remparts (Rue des)
- René-Bazin (Rue)
- René-Cassin (Rue)
- René-Paquet (Rue)
- Renoncules (Rue des)
- République (Place de la)
- Riberpray (Caserne)
- Richelieu (Rue)
- Rimport (Quai du)
- Riom (Rue de)
- Robert (Rue des)
- Robert-Desgabets (Rue)
- Robert-Parisot (Rue)
- Robert-Schuman (Avenue)
- Robert-Sérot (Boulevard)
- Rochambeau (Rue)
- Roches (Rue des)
- Roederer (Rue)
- Roger-Bissière (Rue)
- Roger-Clément (Rue)
- Roi-Albert (Rue du)
- Roi-George (Place du)
- Roi-de-Corse (Rue du)
- Ronde (Rue de la)
- Ronde (Sentier de la)
- Rose-Gonthier (Rue)
- Roseaux (Rue des)
- Roses (Rue des)
- Rouget-de-l'Isle (Rue)
- Royale (Rue)
- Ruisseau (Rue du)
- Rural (Chemin)

## S
- Haut – A
- B
- C
- D
- E
- F
- G
- H
- I
- J
- K
- L
- M
- N
- O
- P
- Q
- R
- S
- T
- U
- V
- W
- X
- Y
- Z

- Sablon (Passage du)
- Sablon (Rue du)
- Saint-Clément (Bois)
- Saint-Médard (Allée)
- Saint-Pierre (Enceinte)
- Saint-André (Rue)
- Saint-Bernard (Rue)
- Saint-Charles (Rue)
- Saint-Chrodegand (Rue)
- Saint-Clément (Place)
- Saint-Clément (Rue)
- Saint-Étienne (Place)
- Saint-Étienne (Rue)
- Saint-Eucaire (Rue)
- Saint-Ferroy (Rue)
- Saint-Fiacre (Place)
- Saint-Gengoulf (Rue)
- Saint-Georges (Rue)
- Saint-Henry (Rue)
- Saint-Jacques (Centre)
- Saint-Jacques (Place)
- Saint-Jean (Impasse)
- Saint-Jean (Rue)
- Saint-Livier (Rue)
- Saint-Louis (Place)
- Saint-Louis (Rue)
- Saint-Marcel (Rue)
- Saint-Martin (Place)
- Saint-Maximin (Place)
- Saint-Maximin (Rue)
- Saint-Nicolas (Place)
- Saint-Pierre (Rue)
- Saint-Roch (Place)
- Saint-Simplice (Place)
- Saint-Symphorien (Allée)
- Saint-Thiébault (Place)
- Saint-Thiébault (Rempart)
- Saint-Vincent (Place)
- Saint-Vincent (Rue)
- Saint-Vincent-de-Paul (Rue)
- Sainte-Barbe (Rue)
- Sainte-Croix (Place)
- Sainte-Glossinde (Place)
- Sainte-Lucie (Impasse)
- Sainte-Marie (Rue)
- Salis (Rue de)
- Sansonnet (Rue du)
- Sarre (Rue de)
- Saulcy (Île du)
- Saulnerie (Rue de la)
- Saulnois (Rue du)
- Saussis les Bayrasses
- Saut Palon
- Sébastien Leclerc (Rue)
- Sébastopol (Avenue)
- Seille (Promenade de la)
- Selliers (Rue des)
- Senivaux
- Sente à My (Rue)
- Sere de Rivieres (Caserne)
- Serpenoise (Rue)
- Serruriers (Rue des)
- Seulhotte (Rue, de la)
- Sganzin (Rue)
- Sinsignottes (Rue des)
- Soher
- Solidarité (Boulevard)
- Soufflier (Rue du)
- Source (Rue de la)
- Sous Demange
- Sous Vignes Basses
- Sous la Porte de Thionville
- Sous le Bois Leussiotte
- Sous les Plantes
- Sous-les-Vignes (Chemin)
- Souvenir-Français (Place du)
- Stoxey (Rue du)
- Strasbourg (Avenue de)
- Sturel-Paigne (Rue)
- Sur le Bois Saint-Clément
- Sur-le-Gué (Rue)
- Sur le Ruisseau Saint-Pierre
- Sœur-Hélène (Square)
- Sous-Saint-Arnould (Rue)

## T
- Haut – A
- B
- C
- D
- E
- F
- G
- H
- I
- J
- K
- L
- M
- N
- O
- P
- Q
- R
- S
- T
- U
- V
- W
- X
- Y
- Z

- Taison (Rue)
- Tanneurs (Rue des)
- Teilhard-de-Chardin (Rue)
- Terquem (Rue)
- Terres-aux-Bois (Rue des)
- Tessie-du-Motay (Impasse)
- Tête-d'Or (Rue de la)
- Théodore-de-Gargan (Rue)
- Thermes (Esplanade des)
- Thermes (Jardin des)
- Thionville (Avenue de)
- Thomas-Edison (Rue)
- Tignomont (Rue, de)
- Tilleuls (Rue des)
- Tisserands (Rue des)
- Tivoli (Rue de)
- Tombois (Rue du)
- Tortue (Rue de)
- Toul (Rue de)
- Toulouse (Rue de)
- Tour-aux-Rats (Rue de la)
- Tournesols (Rue des)
- Trèches (Rue des)
- Treize (Rue des)
- Trèves (Boulevard de)
- Triage (Gare de)
- Trinitaires (Rue des)
- Trois-Boulangers (Rue des)
- Trois-Évêchés (Rue des)
- Trou-aux-Serpents (Rue du)
- Trou-de-Lièvre (Rue du)
- Trou le Lievre
- Tulipes (Rue des)
- Turgot (Rue)
- Turmel (Rue de)

## V
- Haut – A
- B
- C
- D
- E
- F
- G
- H
- I
- J
- K
- L
- M
- N
- O
- P
- Q
- R
- S
- T
- U
- V
- W
- X
- Y
- Z

- Vachotte (Rue de la)
- Valentin-Bousch (Rue)
- Valériane (Rue de la)
- Valladier (Place)
- Vallières (Rue de)
- Vandernoot (Rue)
- Vauban (Rue)
- Venance-Fortunat (Square)
- Vercly (Rue de)
- Verdun (Rue de)
- Verlaine (Rue)
- Vermandois (Rue du)
- Verriers (Rue des)
- Véver (Rue)
- Vic (Rue de)
- Victor-Demange (Boulevard)
- Victor-Desvignes (Rue)
- Victor-Hegly (Allée)
- Victor-Hugo (Rue)
- Victor-Jacob (Rue)
- Victor-Vaillant (Rue)
- Vieilleville (Rue de)
- Vienne (Rue de la)
- Vieux-Breuil (Rue du)
- Vigne-Saint-Avold (Rue)
- Vignerons (Chemin des)
- Vignes Basses
- Vignoble (Rue du)
- Vignotte (Rue de la)
- Villars (Rue)
- Villers (Rue de)
- Violettes (Rue des)
- Virginie-du-Verger (Rue)
- Visitation (Rue de la)
- Vivier (Rue du)
- Volo (Enceinte)
- Volo (Rue)
- Vosges (Rue des)

## W
- Haut – A
- B
- C
- D
- E
- F
- G
- H
- I
- J
- K
- L
- M
- N
- O
- P
- Q
- R
- S
- T
- U
- V
- W
- X
- Y
- Z

- Wad-Billy (Rue du)
- Wad-Bouton (Rue du)
- Wallonie (Rue, de)
- Wiez (Enceinte)
- Wilson (Rue)
- Winston-Churchill (Rue)
- Woippy (Route de)

## X
- Haut – A
- B
- C
- D
- E
- F
- G
- H
- I
- J
- K
- L
- M
- N
- O
- P
- Q
- R
- S
- T
- U
- V
- W
- X
- Y
- Z

- Xavier-Roussel (Rue)
- XXe-Corps-Américain (Rue du)

## Y
- Haut – A
- B
- C
- D
- E
- F
- G
- H
- I
- J
- K
- L
- M
- N
- O
- P
- Q
- R
- S
- T
- U
- V
- W
- X
- Y
- Z

- Yser (Rue de l')
- Yvan-Goll (Rue)

## Z
- Haut – A
- B
- C
- D
- E
- F
- G
- H
- I
- J
- K
- L
- M
- N
- O
- P
- Q
- R
- S
- T
- U
- V
- W
- X
- Y
- Z

- Zobo

## Galerie

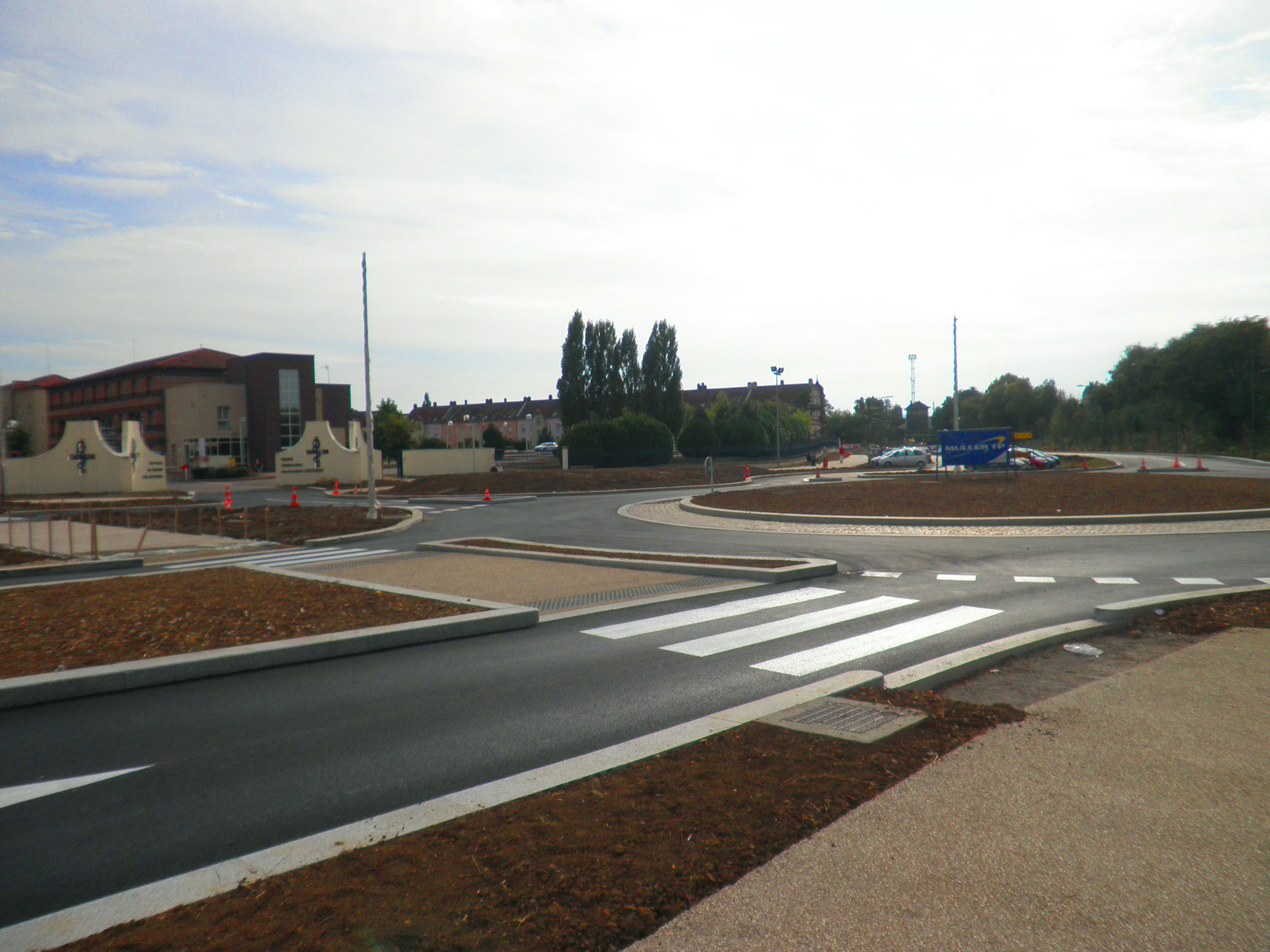
Rue des Frères-Lacretelle.
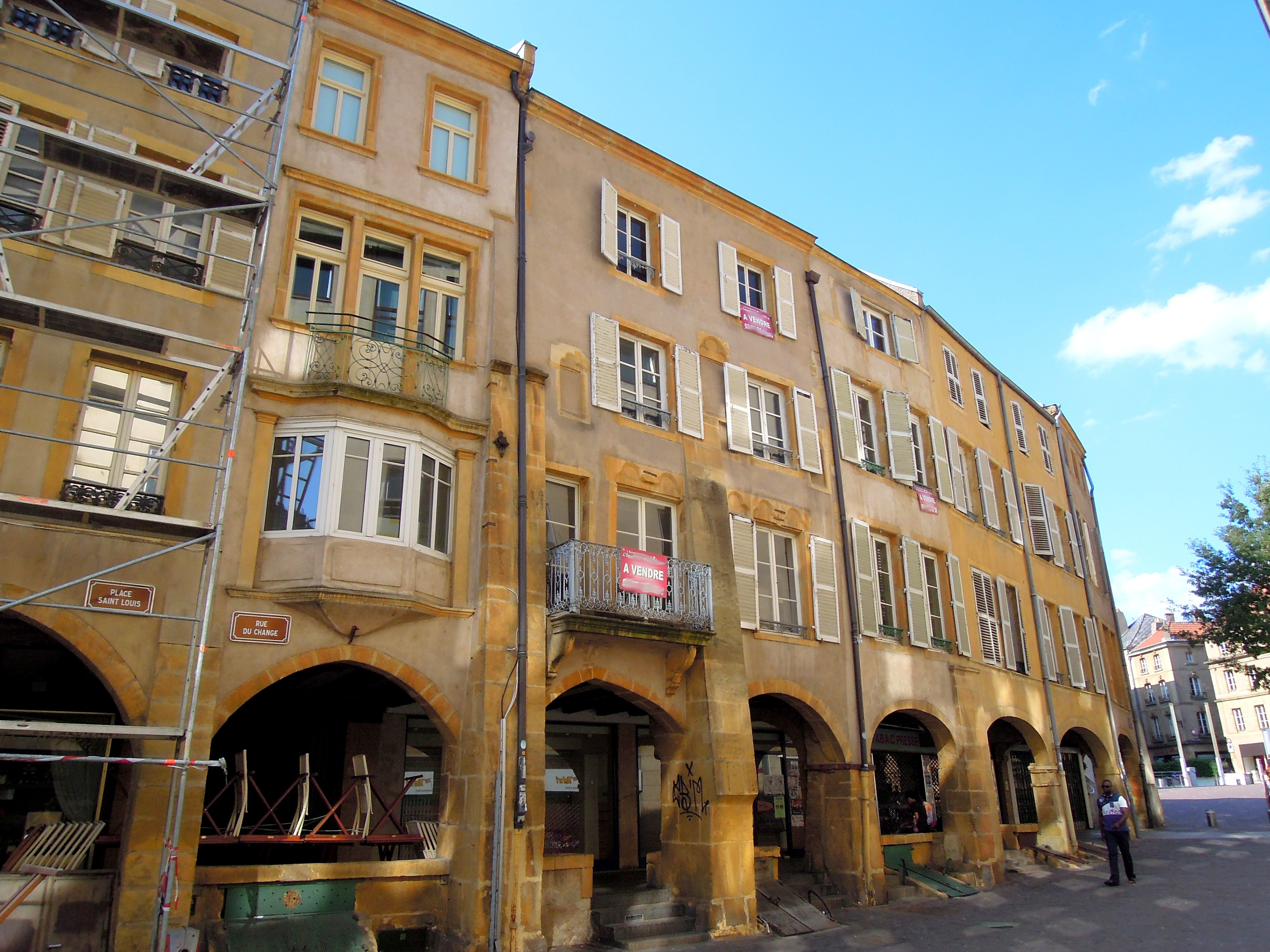
Rue du Change.
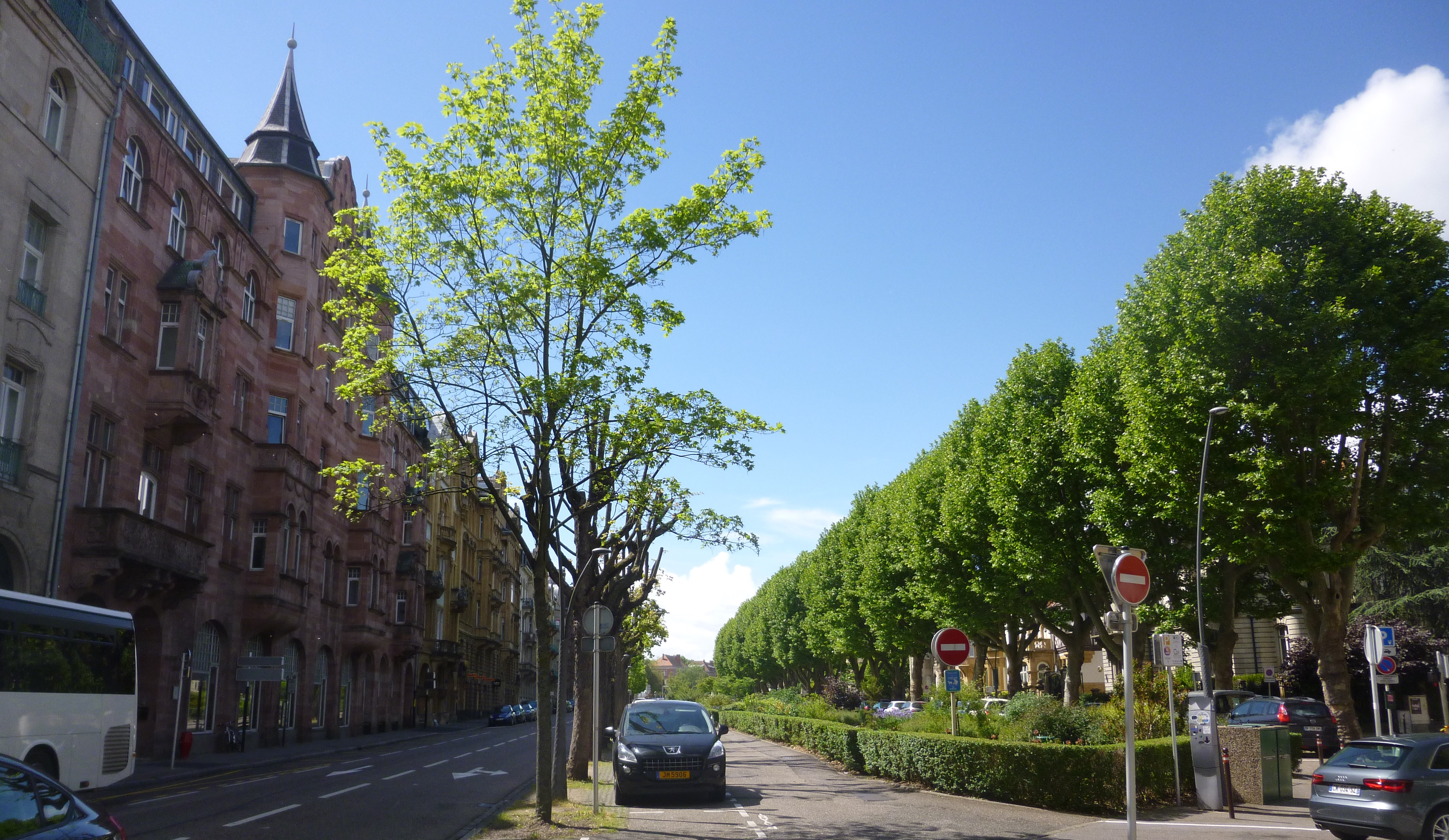
Avenue Foch.
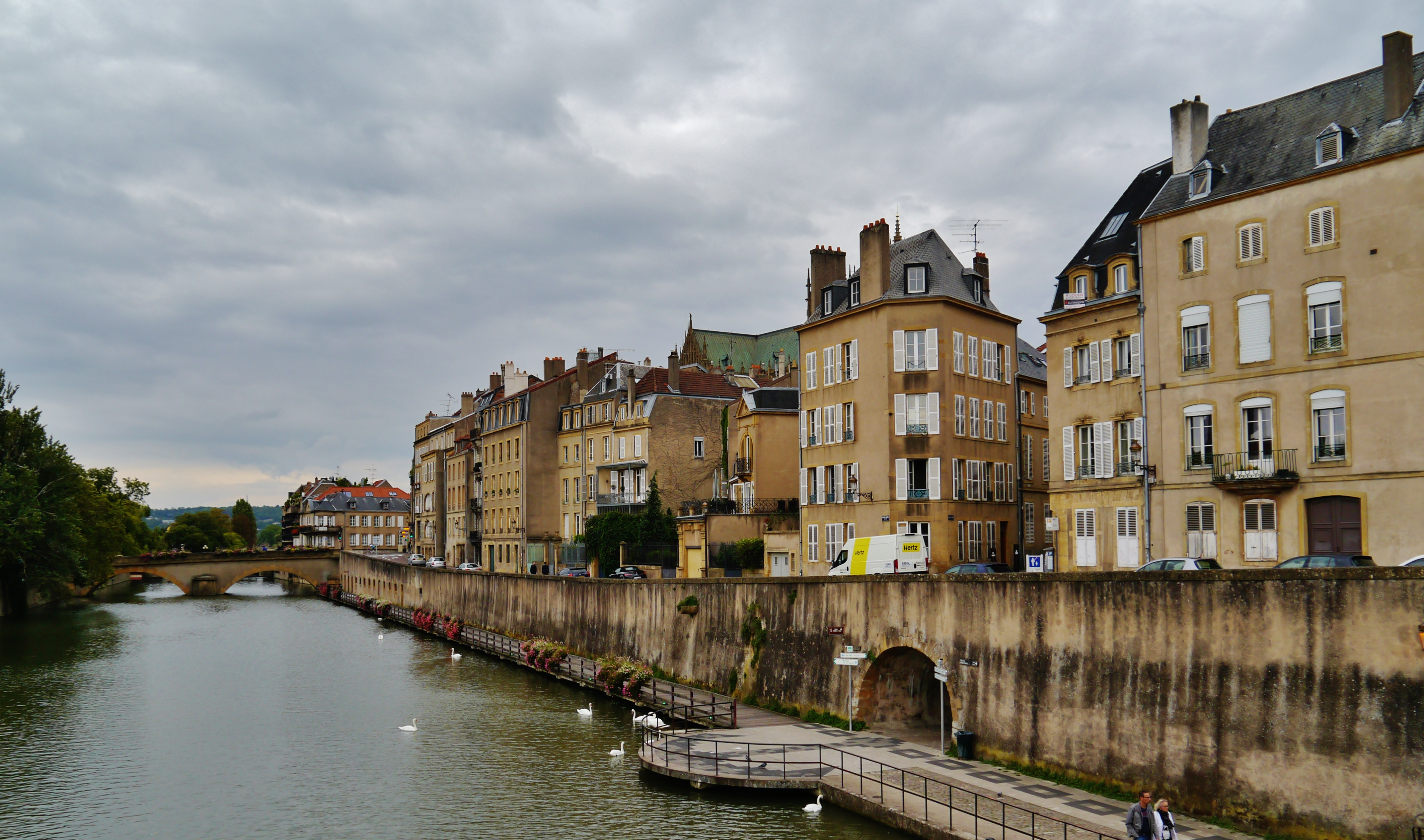
Quai Paul-Vautrin.
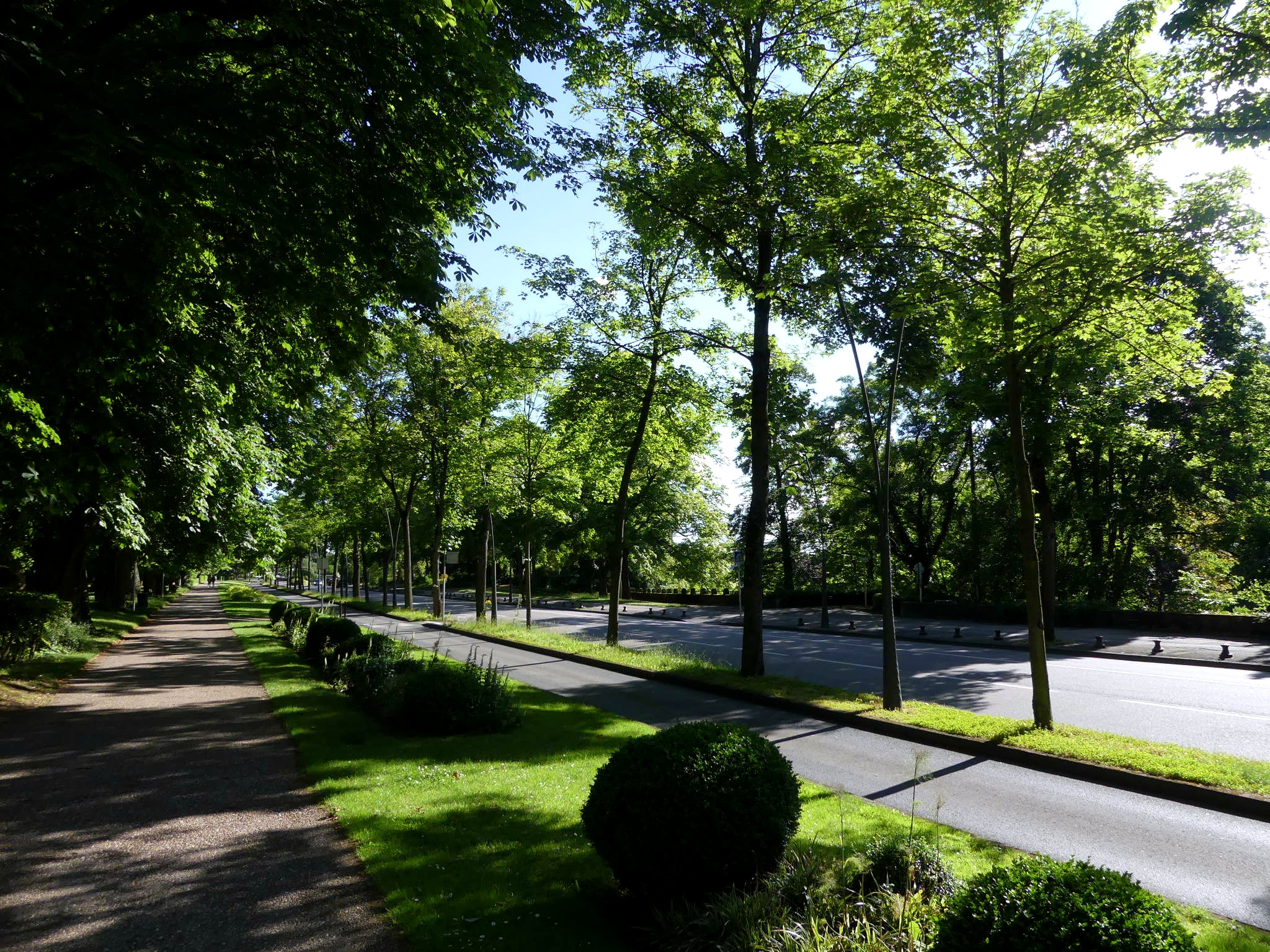
Boulevard Poincaré.
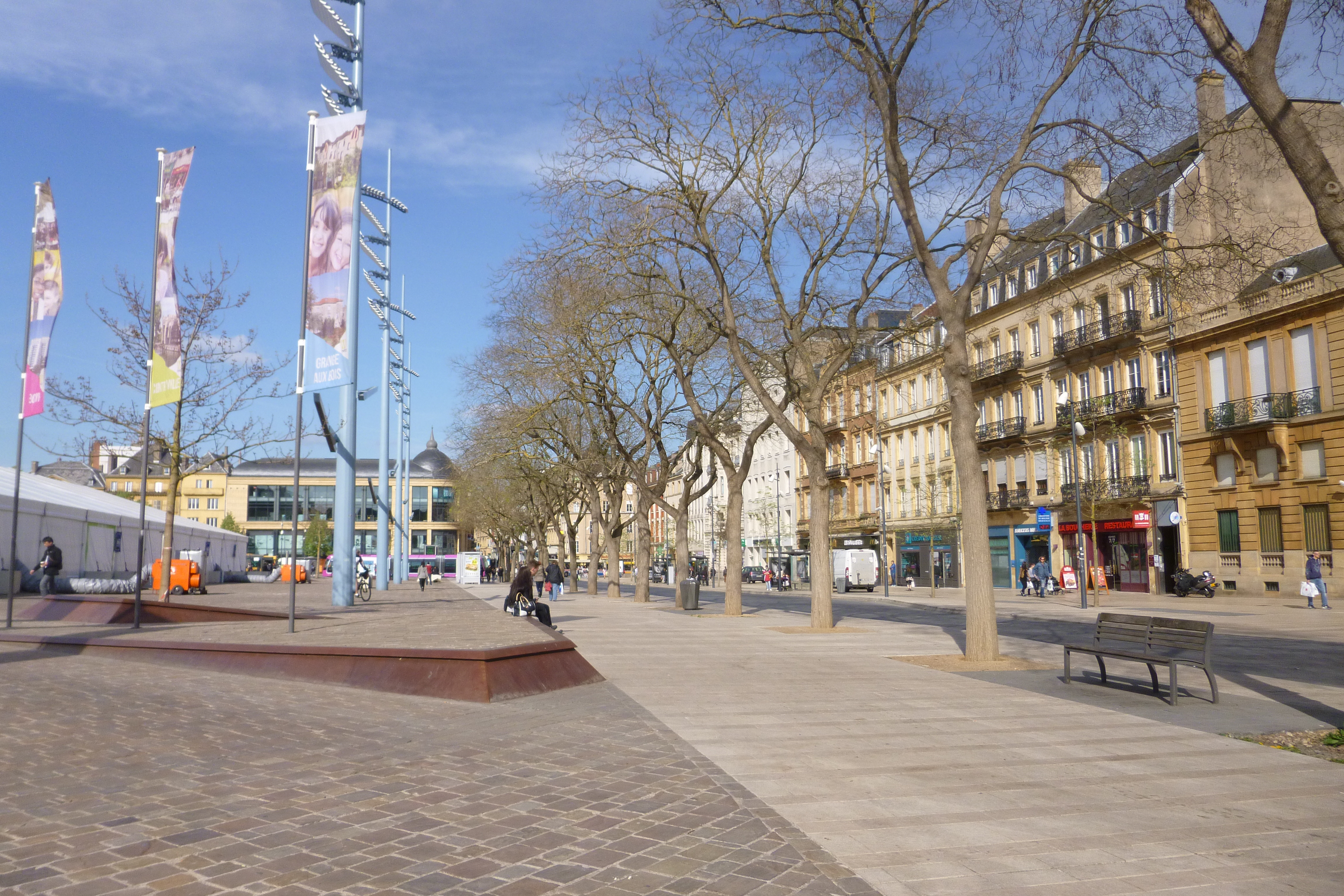
Place de la République.